# Futbol Club Barcelona hockey sobre patines 1959
Questa voce raccoglie le informazioni riguardanti il Futbol Club Barcelona hockey sobre patines nelle competizioni ufficiali della stagione 1959.

## Rosa 1959

### Giocatori
| N° | Naz.              | Ruolo | Sportivo                 | Anno | Alt. | Peso |
| -- | ----------------- | ----- | ------------------------ | ---- | ---- | ---- |
|    | Spagna (bandiera) | P     | Marti Colet Vivancos     | 1932 |      |      |
|    | Spagna (bandiera) | E     | Jaume Capdevila Naudello | 1941 |      |      |
|    | Spagna (bandiera) | E     | Enric Carbonell Bosch    | 1941 |      |      |
|    | Spagna (bandiera) | E     | Josep Lorente I Miralles | 1932 |      |      |
|    | Spagna (bandiera) | E     | Marco                    |      |      |      |

### Staff
- 1º Allenatore:
- 2º Allenatore:
- Meccanico: